# 3781 Dufek
3781 Dufek este un asteroid din centura principală, descoperit pe 2 septembrie 1986 de Antonín Mrkos.